# Набережная реки Сестры
Набережная реки Сестры́ — набережная в городе Сестрорецке Курортного района Санкт-Петербурга. Проходит от улицы Володарского до улицы Максима Горького по обоих берегам реки Малой Сестры. Левобережный участок проходит от улицы Володарского за улицу Пограничников, правобережный — от Ермоловского проспекта до улицы Максима Горького.

## История
Левобережный участок от улицы Володарского до дома 9 с 1830-х годов именовался Нико́льской улицей — по церкви Святого Николая, располагавшейся на месте дома 9. Церковь стояла на кладбище, ныне уничтоженном. Участок от улицы Борисова за улицу Пограничников с конца XIX века был Заре́чной улицей, поскольку располагался за Малой Сестрой относительно Канонерки. На другом берегу в то же время появляется Сестроре́цкая улица; она имела нынешние границы правобережного участка.
В 1920-х годах Никольскую улицу переименовали в улицу Ури́цкого — в честь революционера М. С. Урицкого.
В 1930-х годах левобережный участок от дома 9 до улицы Борисова получил идеологизированное название улица Индустриализа́ции.
14 апреля 1975 года все четыре улицы — Урицкого, Индустриализации, Заречная и Сестрорецкая — были объединены под названием набережная реки Сестры, хотя в действительности река называется Малая Сестра.

## Застройка
- № 3 — жилой дом (1967[3])
- № 5 — жилой дом (1967[3])
- № 7 — жилой дом (1966[3])
- № 9 — жилой дом (1966[3])
- № 11 — жилой дом (1967[3])
- № 17 — Сестрорецкий хлебозавод

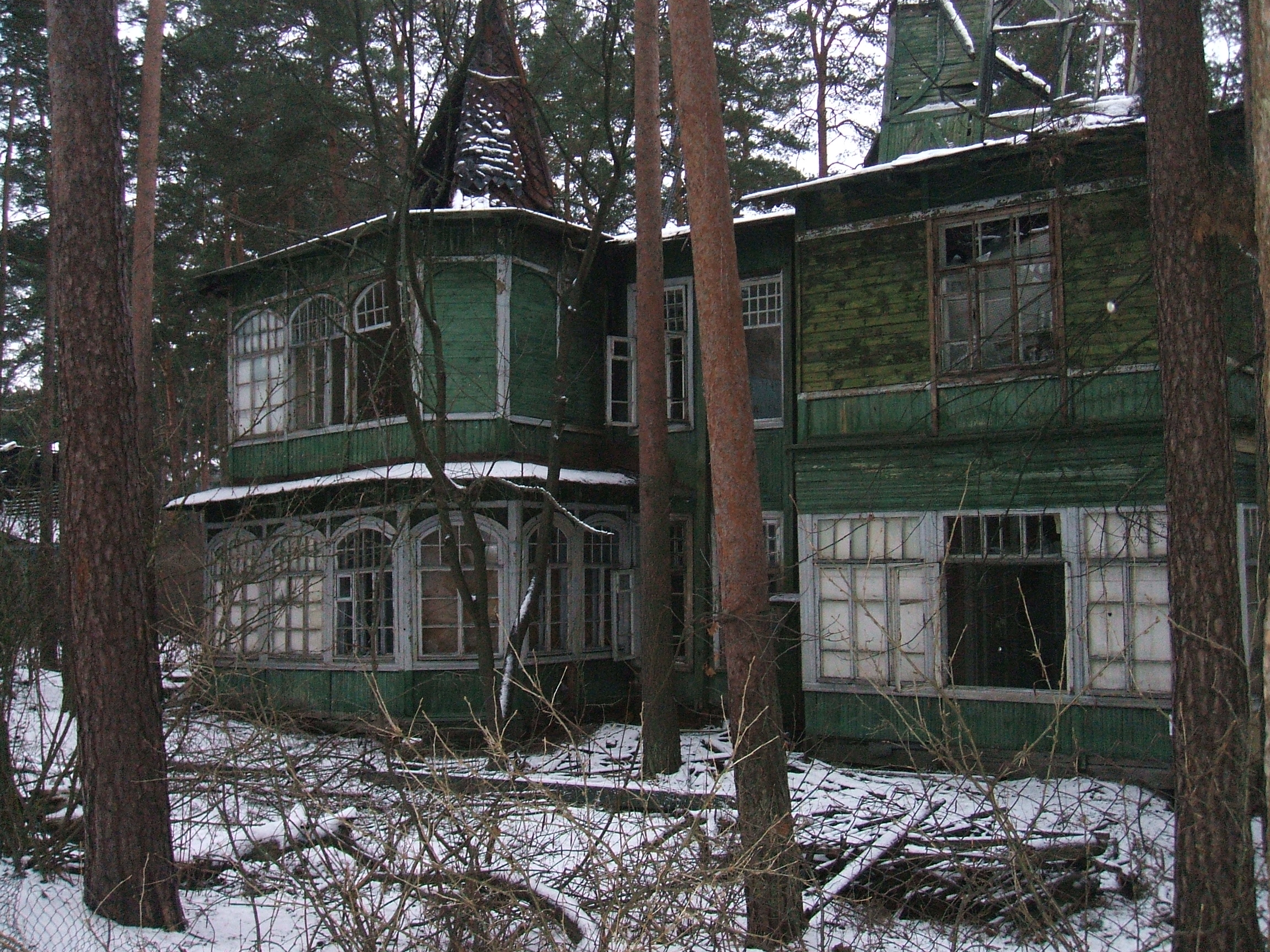
Дача Г. Г. Бескараваева

- № 44, литеры А и Б — дача Г. Г. Бескараваева (1904—1907; выявленный объект культурного наследия[4])
- 46/17 — жилой дом (1917[3])

## Перекрёстки
- улица Володарского
- улица Борисова
- улица Пограничников
- Ермоловский проспект
- Речной переулок
- Лесная улица
- Сосновая улица